# Chiesa di Saint-Séverin
La chiesa di San Severino (in francese: église Saint-Séverin) è una chiesa gotica di Parigi, situata nel Quartiere latino, sulla Rive gauche, nel V arrondissement; su di essa insiste la parrocchia Saint-Séverin-Saint-Nicolas retta dal clero secolare dell'arcidiocesi di Parigi.
La chiesa fa parte di un complesso comprendente anche la casa parrocchiale e un chiostro, antico cimitero parrocchiale.
Dal 1862 è monumento storico di Francia.

## Storia
La chiesa attuale sorge nel luogo di un oratorio del VI secolo dedicato a san Martino, nel quale era solito pregare l'eremita san Severino; dopo la sua morte venne eretta una prima chiesa a pianta basilicale. La successiva chiesa romanica, venne ricostruita nel XIII secolo in forme gotiche.
In seguito alle distruzioni subite durante la guerra dei Cent'anni restava in piedi solo il campanile e le prime tre campate delle navate. Per opera del canonico d'Estouteville venne ricostruita e ampliata a cinque navate e dotata di vetrate. All'esterno furono aggiunte le gargouilles, particolarmente sporgenti.
Tra il 1489 e il 1495 venne costruito sul terreno acquistato dalla parrocchia il coro con il deambulatorio.
Anna Maria Luisa d'Orléans, duchessa di Montpensier fece aggiungere una cappella al transetto destro, opera dell'architetto Jules Hardouin Mansart. Nello stesso periodo venne rimaneggiato anche il coro, eliminando le colonnine a fascio sui pilastri, rivestiti da lastre di marmo rosso.
Dopo la Rivoluzione francese la chiesa venne riaperta al culto nel 1803 e fu oggetto di rimaneggiamenti per tutto il XIX secolo.

## Descrizione

### Esterno

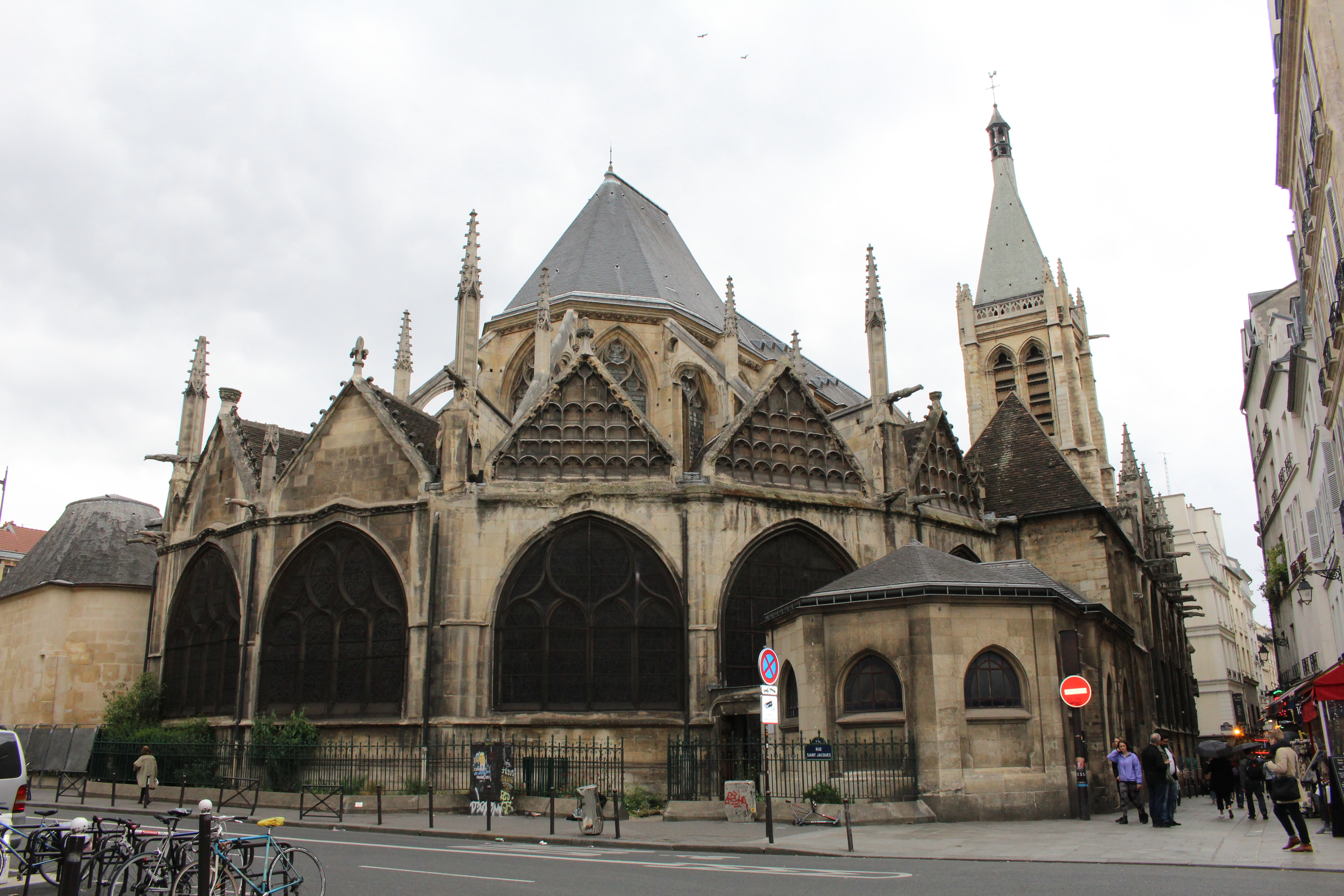
Esterno dell'abside

La facciata della chiesa è orientata verso ovest ed è a salienti, con paramento murario in blocchi di pietra. Nella parte inferiore del prospetto, in corrispondenza della navata centrale interna, si apre un unico portale, con profonda strombatura e ghimberga affiancata da due guglie a pianta quadrata; questo, risalente al XIII secolo, proviene dall'antica chiesa di Saint Pierre-aux-Bœufs, situata sull'Île de la Cité e demolita nel 1837. Nella lunetta, si trova un bassorilievo raffigurante la Madonna in trono col Bambino tra due angeli. Al disopra del portale, vi sono cinque monofore ogivali sormontate da un ballatoio con balaustra scolpita. Sul ballatoio si affaccia un grande finestrone a lunetta a sesto acuto, in gotico flamboyant. La facciata termina con un'alta cuspide triangolare, al centro della quale si apre un oculo circolare, sormontata da una croce in marmo.
Alla sinistra della facciata, si innalza la torre campanaria a tre ordini: quello inferiore, nel quale si apre un portale con un bassorilievo raffigurante San Martino divide il suo mantello con un povero nella lunetta; quello mediano, con bifore cieche; quello superiore, all'interno del quale vi è la cella campanaria, con una grande bifora su ciascun lato affiancata da due gargolle. Il campanile termina in alto con una copertura a cuspide piramidale.
Sul fianco destro della chiesa, vi sono i resti di un antico chiostro, già cimitero parrocchiale. Del porticato rimangono poche arcate dei lati orientale e meridionale.

### Interno

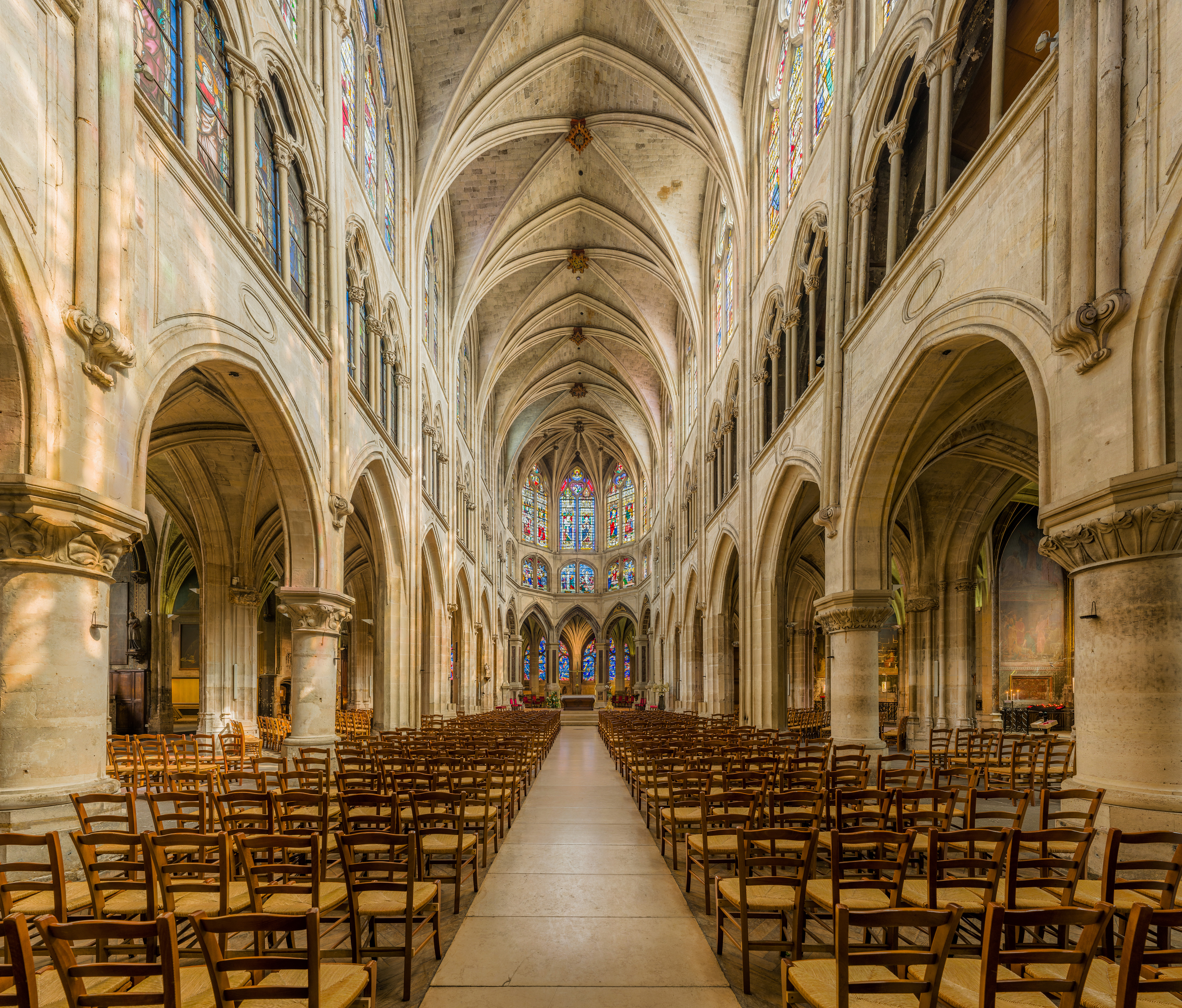
Interno

L'interno della chiesa è a cinque navate di otto campate ciascuna con cappelle laterali ed è privo del transetto; le quattro navate laterali si ricongiungono intorno all'abside formando un doppio deambulatorio, anch'esso con cappelle laterali.
La navata centrale, più alta e più grande rispetto alle altre, è coperta con volte a crociera. Le pareti laterali seguono uno schema preciso con, sopra le arcate che mettono in comunicazione le navate, un triforio, costituito da due bifore per navata, e dal cleristorio, con bifore nelle prime tre campate e trifore nelle ultime cinque. I pilastri che dividono le due navate laterali, sono caratterizzati dalle teste di angeli situate sui capitelli, aggiunte nel XVI secolo. Il pilastro centrale del deambulatorio ha la particolarità di essere tortile.
La navata centrale termina con l'abside poligonale, con basso triforio rinascimentale e cleristorio formato da bifore. All'interno dell'abside si trova il presbiterio, rialzato di alcuni gradini rispetto al resto della chiesa, al centro del quale si trova l'altare maggiore ligneobarocco, alle spalle del quale si trova il tabernacolo.
All'interno della chiesa si trovano vetrate gotiche, in particolare una con l'Albero di Jesse, a cui se ne aggiungono altre del XIX secolo, tra cui quella raffigurante il Martirio di San Giovanni Battista. Le alte finestre del deambulatorio sono opera moderna (1966) di Jean Bazaine e trattano il tema dei sette sacramenti.
Annessa alla chiesa si trova la cappella feriale, dalla particolare pianta ovale, con arredi moderni costituiti dall'altare, dall'ambone, dal tabernacolo e dal crocifisso in bronzo e dalla sede in legno.

### Organi a canne
Sulla cantoria in controfacciata, si trova il principale organo a canne della chiesa. Lo strumento è stato costruito nel 1961 dal Alfred Kern riutilizzando l'antica cassa lignea del XVIII secolo, opera di Jean François Pichon, che la costruì nel 1745 per l'organo realizzato da François Dupré. L'organo è a trasmissione integralmente meccanica ed ha consolle a finestra con quattro tastiere di 56 note ciascuna e pedaliera dritta di 30 note; dispone di 59 registri.
Nei pressi del presbiterio, si trova un secondo organo a canne, costruito nel 1966 da Philippe Hartmann; esso ne sostituisce uno di Charles Bonneau e Louis Béasse del 1895, caratterizzato da una cassa neogotica e trasferito nel 1954 nella chiesa di Saint-Pair a Ducey. Lo strumento, di 7 registri, è a trasmissione meccanica ed ha un'unica tastiera di 56 note e pedaliera dritta di 30 note priva di registri propri e costantemente unita al manuale.
Nella cappella feriale vi è un organo positivo a trasmissione meccanica degli anni 1970, opera di Yves Koenig, che possiede 6 registri su unico manuale, senza pedaliera; tale strumento fu realizzato per il direttore d'orchestra Paul Kuentz che lo donò alla parrocchia nel 1996.

## Galleria d'immagini

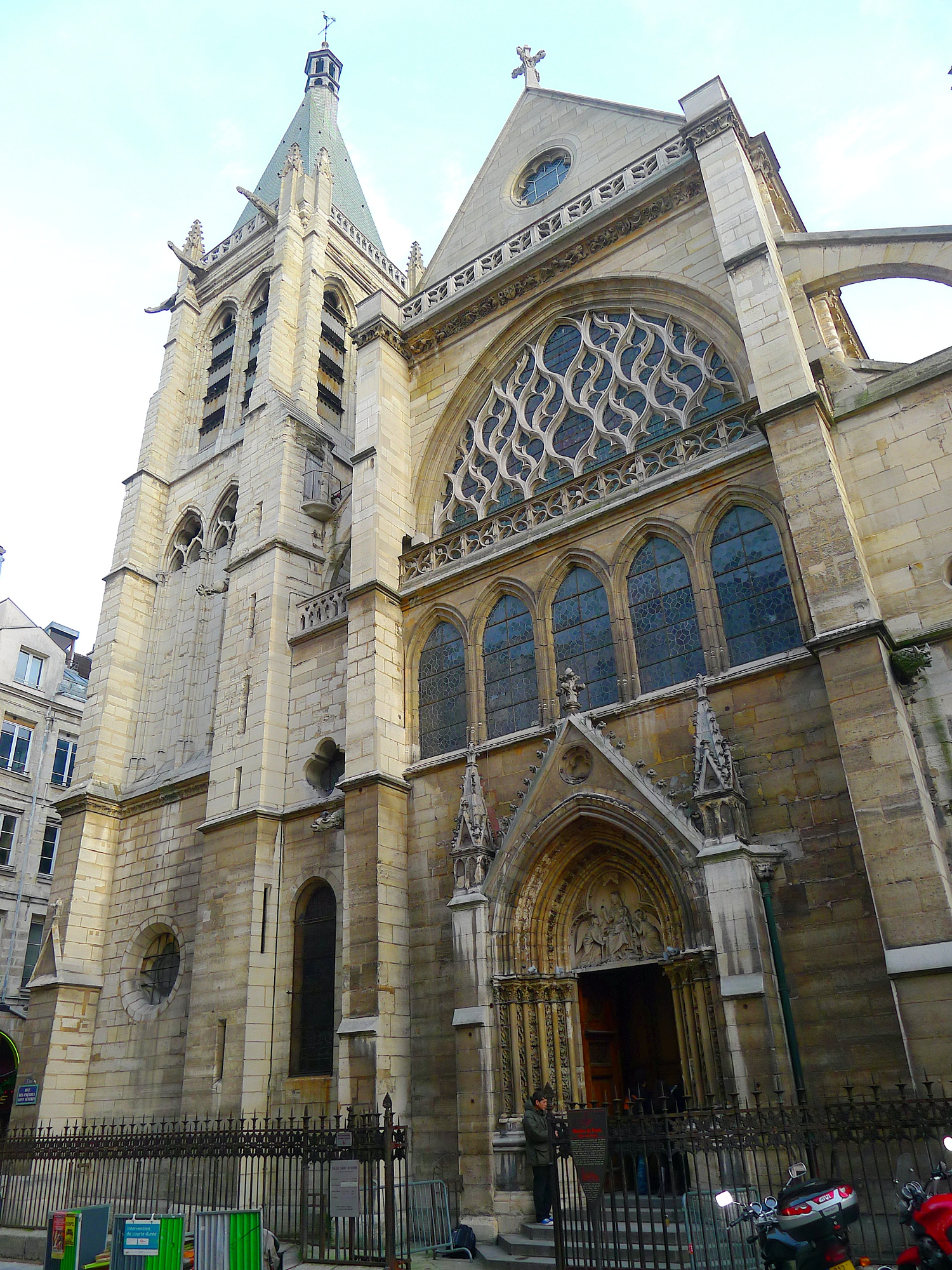
Facciata e campanile
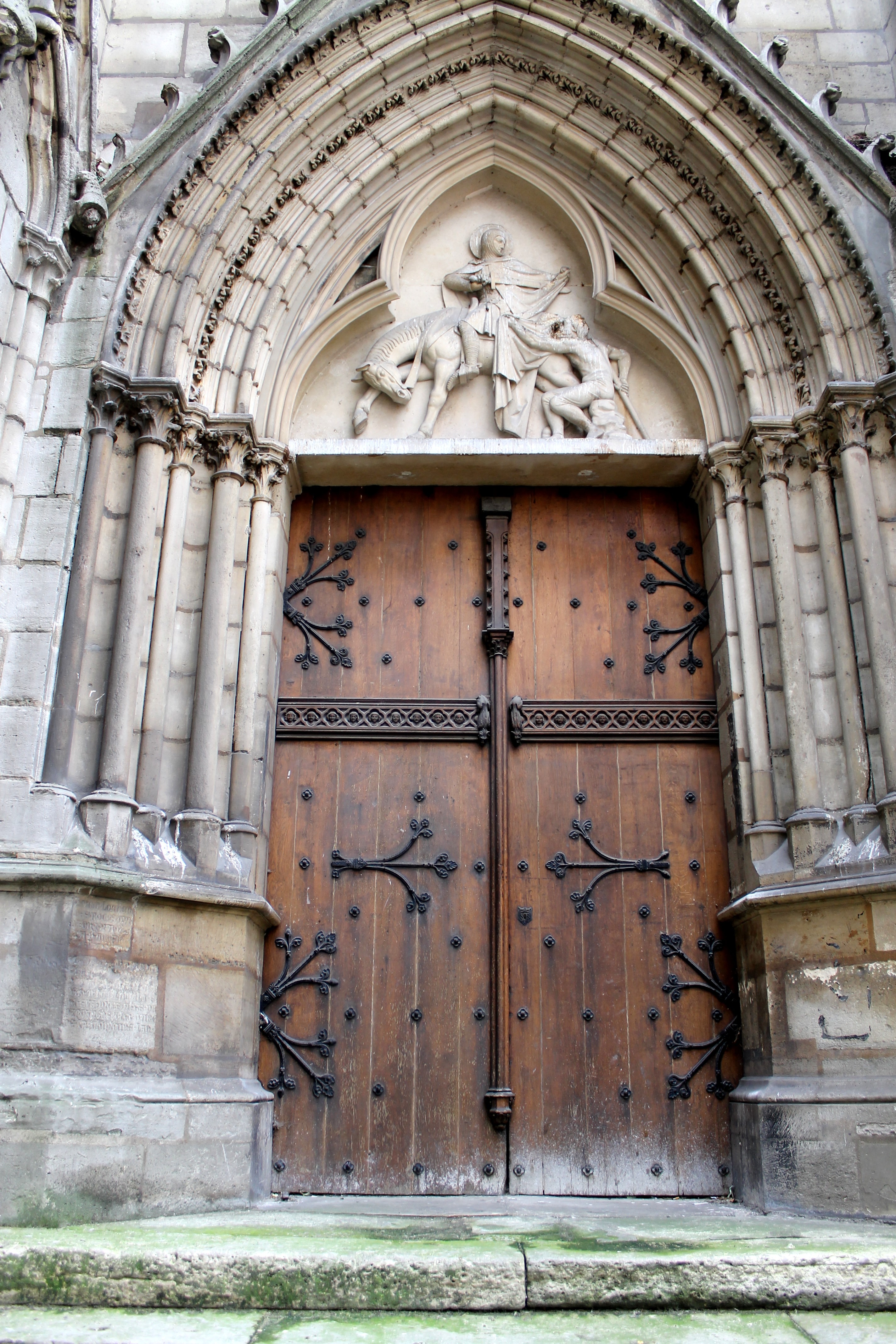
Portale laterale
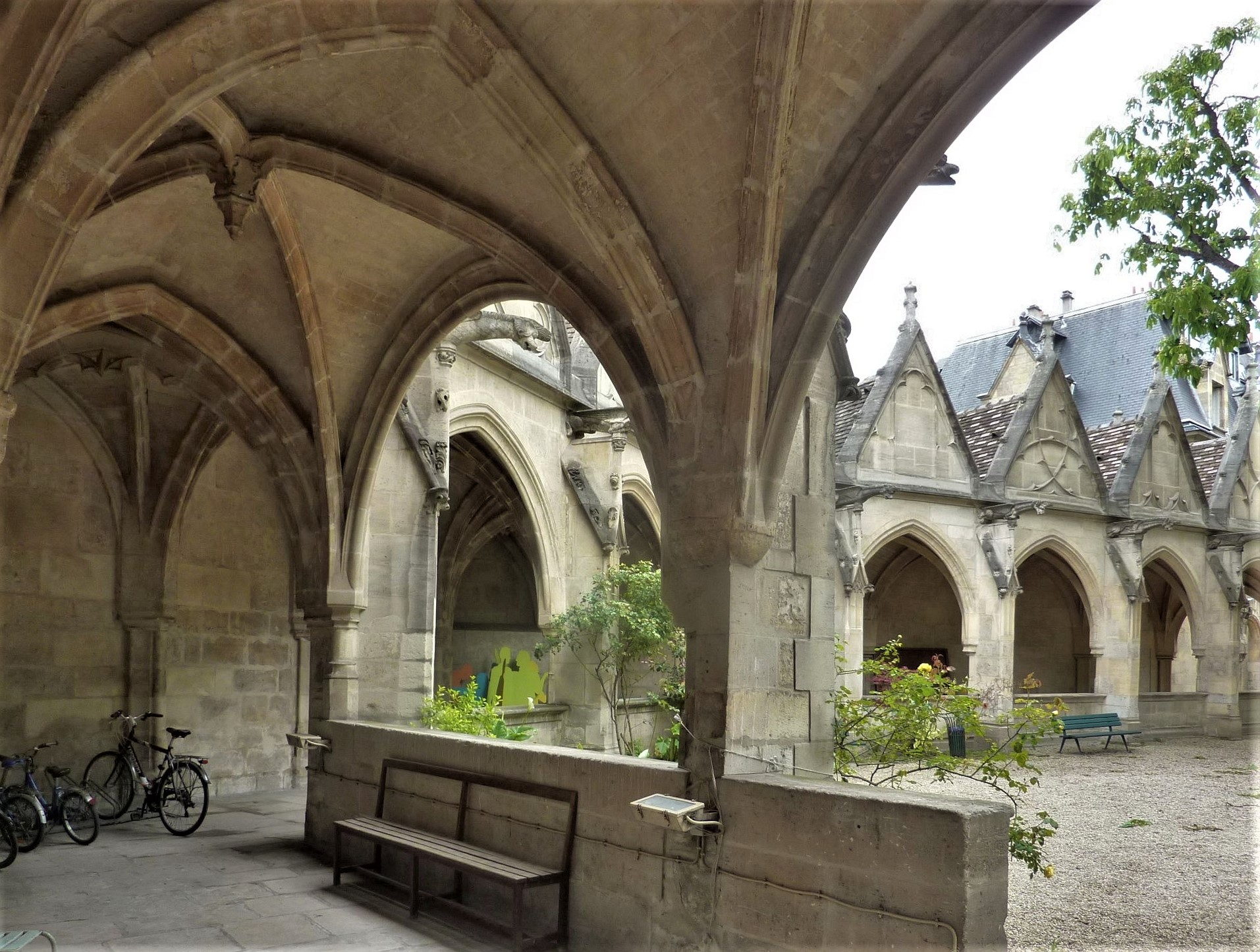
Chiostro
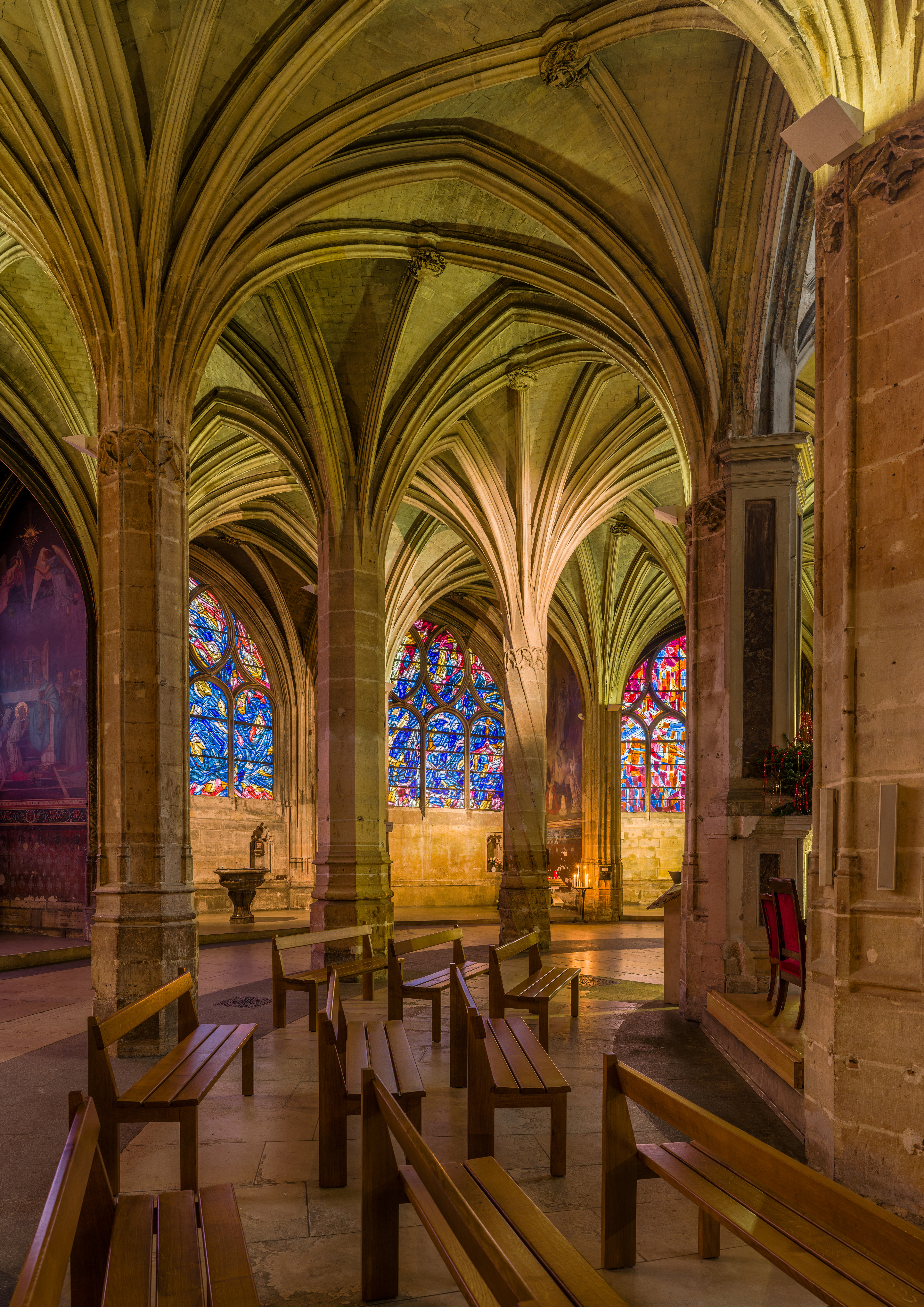
Interno del deambulatorio
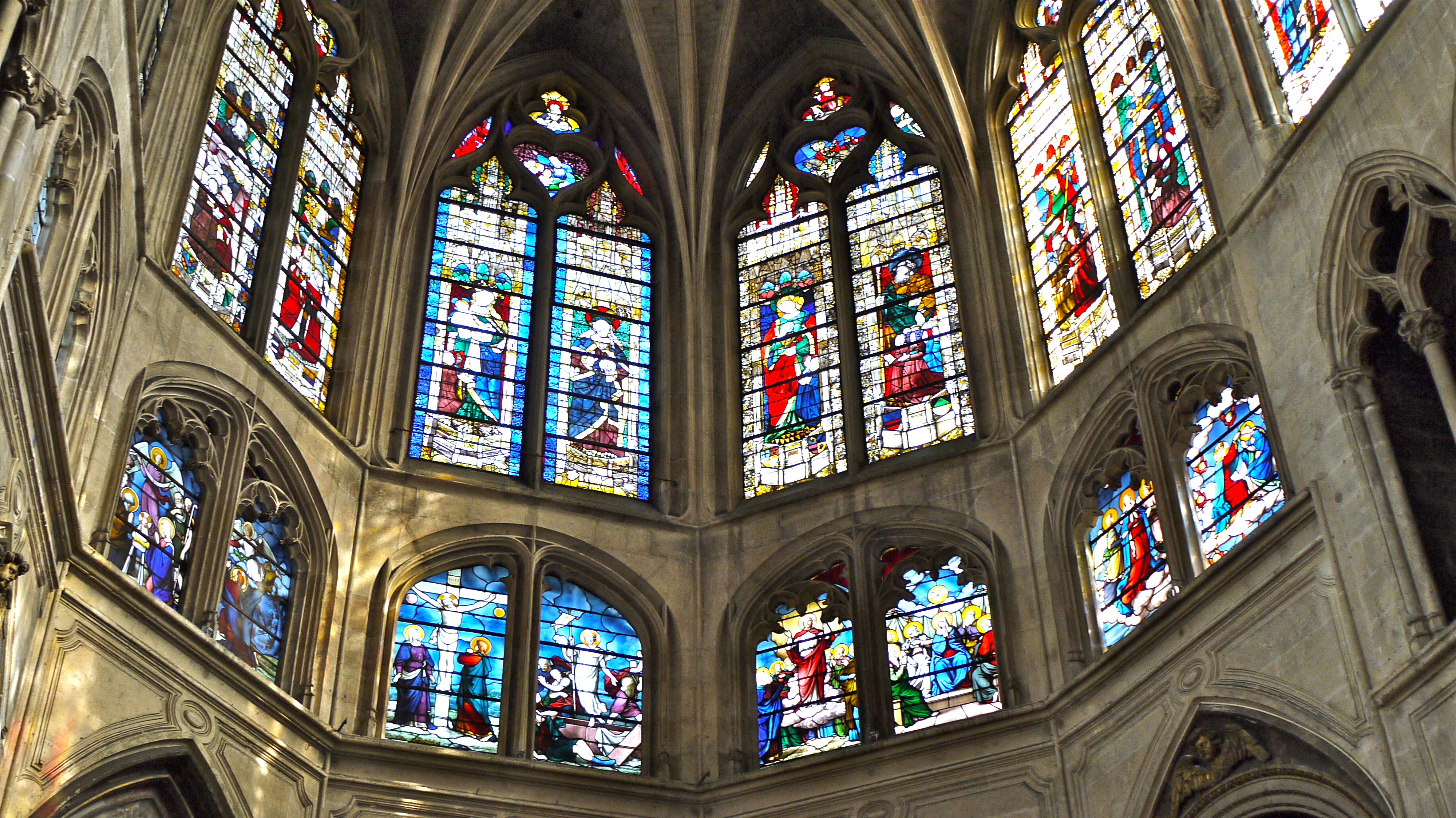
Vetrate dell'abside
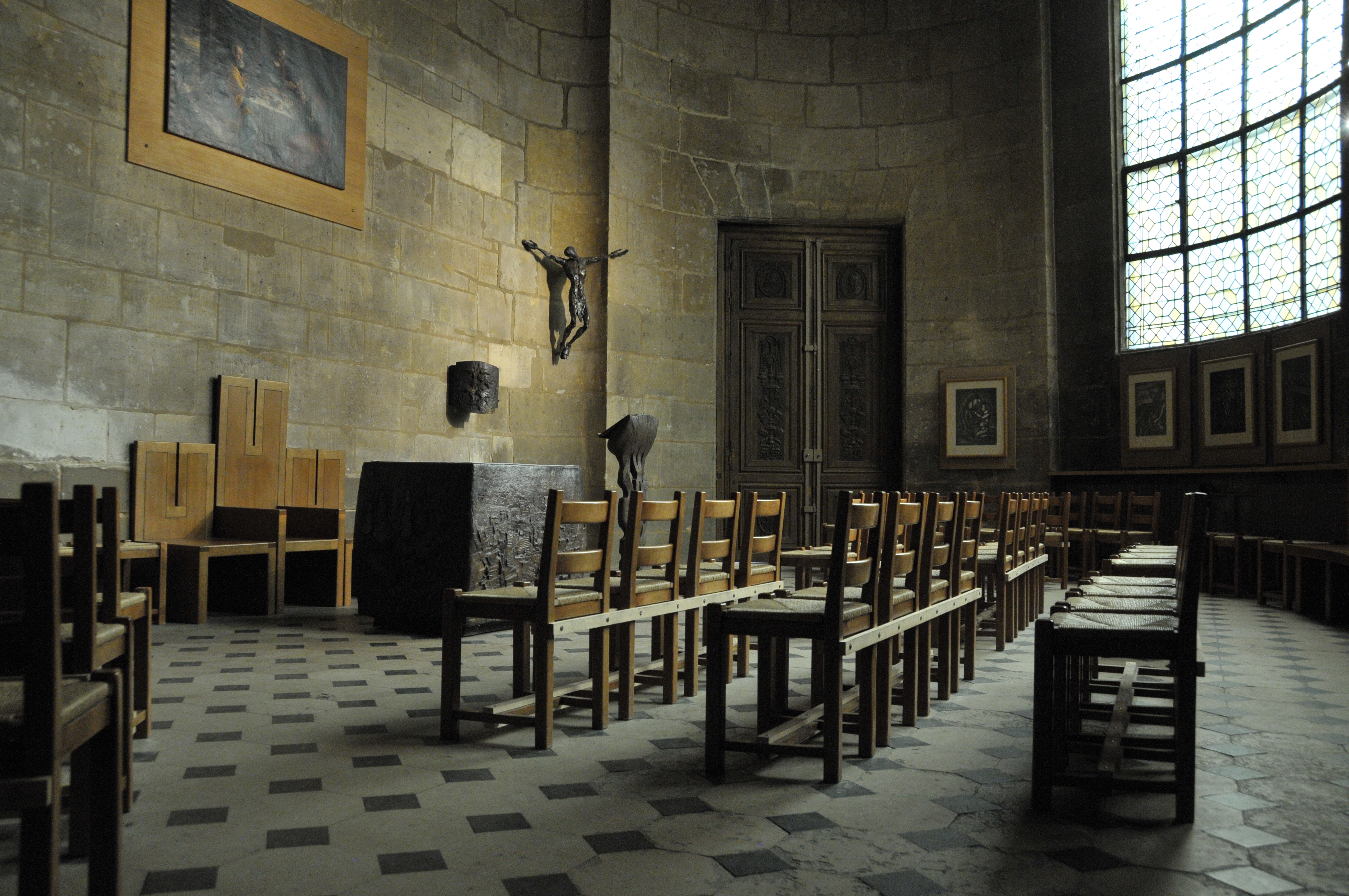
Cappella feriale
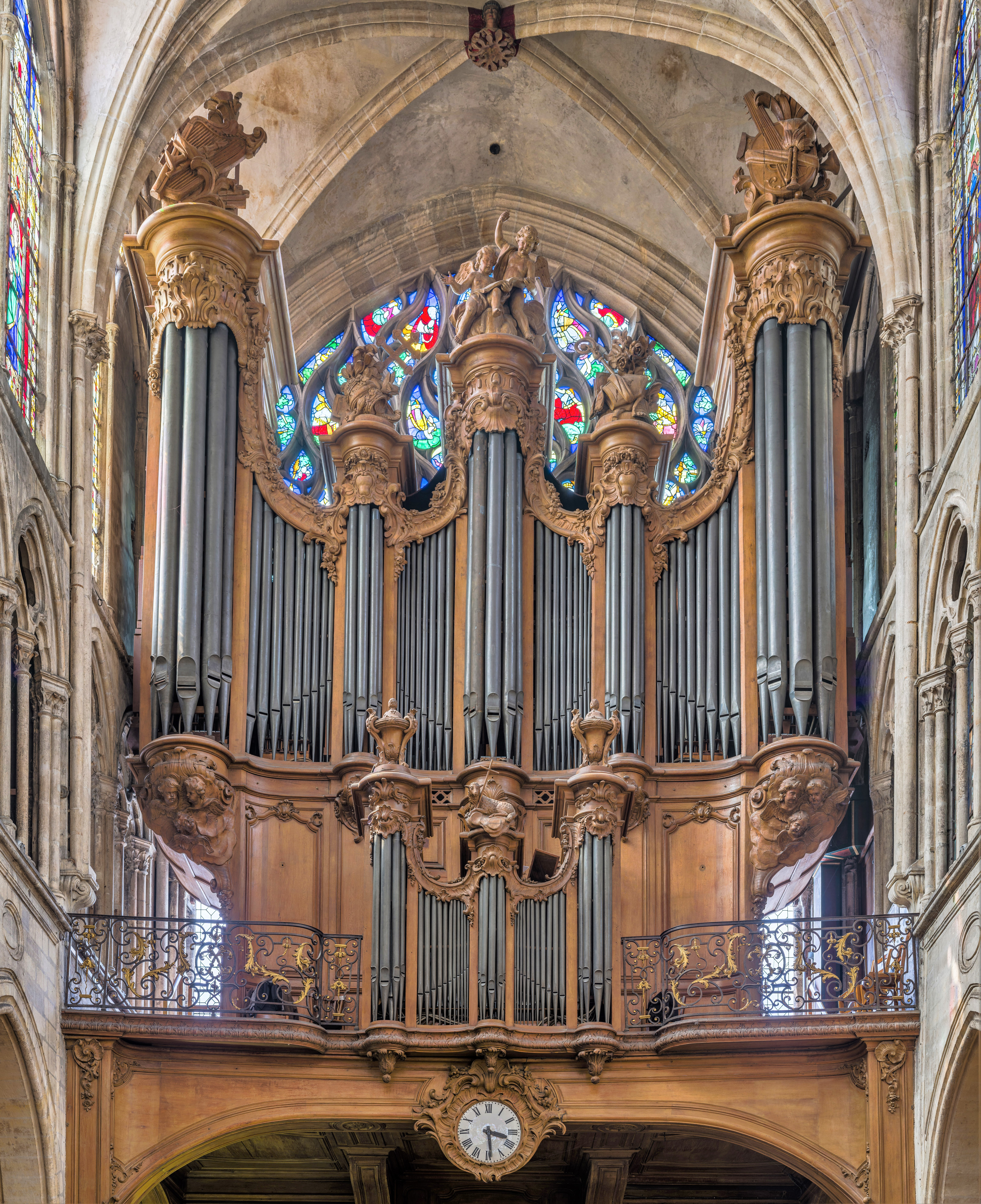
Organo maggiore